# مالا خوباینیتسا
مالا خوباینیتسا (اسلوونیایی: Mala Hubajnica) یک منطقهٔ مسکونی در اسلوونی است که در Sevnica Municipality واقع شده‌است. مالا خوباینیتسا ۱٫۱۹ کیلومتر مربع مساحت و ۱۹ نفر جمعیت دارد و ۴۹۵٫۳ متر بالاتر از سطح دریا واقع شده‌است.